# آمفیاسپیس آرگو
آمفیاسپیس آرگو (نام علمی: Amphiaspis) نام یک سرده از زیررده دگرزرهان است.
گوش‌های این سرده منقرض شده در دوران زمین‌شناسی دوونین زندگی می‌کرده‌اند. اعضای این سرده در شبه جزیره تایمیر، سیبری زندگی می‌کردند.